# اویماک‌لی (قره‌تاش)
اویماک‌لی (به ترکی استانبولی: Oymaklı) یک منطقهٔ مسکونی در ترکیه است که در قره‌تاش (شهر) واقع شده‌است.